# Blu Basket 1971
O Blu Basket 1971 S.D.a R.L., conhecido também como Remer Treviglio por motivos de patrocinadores, é um clube de basquetebol baseado em Treviglio, Itália que atualmente disputa a Série A2. Manda seus jogos no PalaFacchetti com capacidade para 2.880 espectadores.

## Histórico de Temporadas
| Temporada | Nível | Liga       | Pos. | J     | PL  | Resultado                  |
| --------- | ----- | ---------- | ---- | ----- | --- | -------------------------- |
| 2010-11   | 3     | Serie A    | 8    | 15-13 | 0-2 | Quartas de finais de grupo |
| 2011-12   | 3     | Serie A    | 4    | 20-10 | 5-5 | Semifinais de promoção     |
| 2011-12   | 3     | DNA        | 3    | 20-14 | 3-2 | Semifinais                 |
| 2012-13   | 3     | DNA        | 8    | 18-16 |     |                            |
| 2013-14   | 3     | DNA Silver | 3    | 18-10 | 1-3 | Quartas de finais          |
| 2014-15   | 2     | Serie A2   | 4    | 19-11 | 1-2 | Oitavas de finais          |
| 2015-16   | 2     | Serie A2   | 10   | 15-15 |     |                            |
| 2016-17   | 2     | Serie A2   | 6    | 16-14 | 2-3 | Oitavas de finais          |
| 2017-18   | 2     | Serie A2   | 8    | 15-15 | 0-3 | Oitavas de finais          |
| 2018-19   | 2     | Serie A2   | 3    | 18-10 | 7-6 | Semifinais                 |

fonte:eurobasket.com